# A Single Man
|  | For Elton Johns album af samme navn, se A Single Man (album) |
A Single Man er en amerikansk dramafilm fra 2009. Filmen er instrueret, produceret og skrevet af Tom Ford for The Weinstein Company. A Single Man har bl.a. Colin Firth og Julianne Moore på rollelisten. Filmen er baseret på romanen af samme navn, som udkom i 1964 og er skrevet af forfatteren Christopher Isherwood.

## Medvirkende
- Colin Firth som George Falconer
- Julianne Moore som Charlotte (Charley)
- Nicholas Hoult som Kenny Potter
- Matthew Goode som Jim
- Jon Kortajarena som Carlos
- Paulette Lamori som Alva
- Ryan Simpkins som Jennifer Strunk
- Ginnifer Goodwin som Mrs. Strunk
- Teddy Sears som Mr. Strunk
- Lee Pace som Grant Lefanu
- Erin Daniels som Bank Teller
- Aline Weber som Lois
- Jon Hamm i en ukrediteret stemme cameo som Harold Ackerly. Han er fætter til Jim, som ringer til George for at informere ham om Jims død.[4]